# リカルド・オソリオ
リカルド・オソリオ（Ricardo Osorio Mendoza, 1980年3月30日 - ）は、メキシコ出身で、同国代表のサッカー選手。メキシコ・プリメーラ・ディビシオンのCFモンテレイ所属。
ポジションはDF（右サイドバック）。

## 経歴
2001年にクルス・アスルでプロデビューを飾る。2003年7月13日にはメキシコ代表に選出され、同年7月13日のブラジル戦で代表デビューを飾った。
2006年にはFIFAワールドカップ・ドイツ大会出場するなど、現在まで国際Aマッチ50試合以上に出場している。大会終了後、ドイツのVfBシュトゥットガルトへ移籍。2006-07シーズンのドイツ・ブンデスリーガ制覇に貢献した。

## 代表歴

### 出場大会
- 2003年 CONCACAFゴールドカップ（優勝）
- 2005年 FIFAコンフェデレーションズカップ2005（4位）
- 2006年 FIFAワールドカップ・ドイツ大会 （ベスト16）

### 試合数
- 国際Aマッチ 82試合 1得点（2003年-2011年）[1]

| メキシコ代表 | 国際Aマッチ | 国際Aマッチ |
| 年           | 出場        | 得点        |
| ------------ | ----------- | ----------- |
| 2003         | 7           | 0           |
| 2004         | 8           | 1           |
| 2005         | 19          | 0           |
| 2006         | 9           | 0           |
| 2007         | 9           | 0           |
| 2008         | 11          | 0           |
| 2009         | 8           | 0           |
| 2010         | 9           | 0           |
| 2011         | 2           | 0           |
| 通算         | 82          | 1           |